# La Cure
La Cure (toponimo francese) è una frazione del comune svizzero di Saint-Cergue, nel Canton Vaud (distretto di Nyon), e di quello francese di Les Rousses, nella regione Borgogna-Franca Contea (dipartimento del Giura).

## Geografia fisica
La Cure si trova sul confine tra Francia e Svizzera.

## Storia
Nel 1862 con il trattato di Dappes tra la Francia e la Svizzera la maggior parte del villaggio passò alla Svizzera, in cambio di una porzione di terreno nella valle di Dappes. Qualche casa del villaggio da totalmente francese divenne in parte svizzera.
Durante la seconda guerra mondiale, Max Arbez, membro della Resistenza e proprietario di un hotel situato a cavallo della frontiera, permise il passaggio in Svizzera di diversi ebrei e piloti alleati in fuga dalla Francia occupata.

## Infrastrutture e trasporti

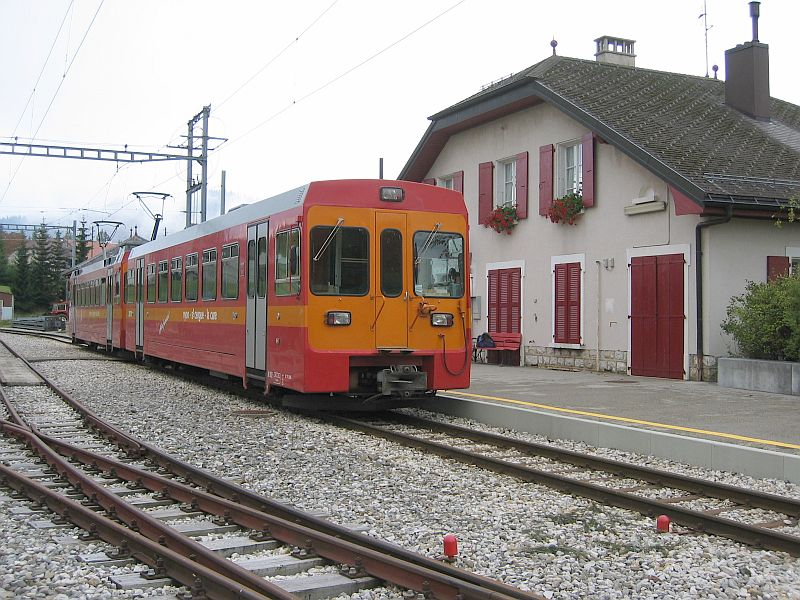
La stazione di La Cure

La Cure è servito dall'omonima stazione sulla ferrovia Nyon-Saint-Cergue. La parte francese della linea, fino a Morez, venne chiusa nel 1958.